# Soize
Soize település Franciaországban, Aisne megyében. Lakosainak száma 96 fő (2022. január 1.). Soize Chéry-lès-Rozoy, Montcornet, Montloué, Noircourt, Rozoy-sur-Serre, Sainte-Geneviève és Vincy-Reuil-et-Magny községekkel határos.

## Népesség
A település népessége az elmúlt években az alábbi módon változott:
| Lakosok száma | 156  | 125  | 104  | 101  | 96   | 98   | 101  | 98   | 97   | 96   |
|               | 1968 | 1982 | 1990 | 2006 | 2013 | 2015 | 2017 | 2019 | 2020 | 2022 |